# Scinax baumgardneri
Scinax baumgardneri är en groddjursart som först beskrevs av Juan A. Rivero 1961.  Scinax baumgardneri ingår i släktet Scinax och familjen lövgrodor. IUCN kategoriserar arten globalt som otillräckligt studerad. Inga underarter finns listade i Catalogue of Life.